# Progressione del record mondiale della staffetta 4×100 metri maschile
La voce seguente illustra la progressione del record mondiale della staffetta 4×100 metri maschile di atletica leggera.
Il primo record mondiale maschile venne riconosciuto dalla federazione internazionale di atletica leggera nel 1912, dopo la 3ª semifinale (i tempi ottenuti prima non sono stati considerati). Dal 1975 la federazione internazionale ha accettato anche il cronometraggio elettronico per i record nelle distanze fino ai 400 metri e dal 1977 ha richiesto, per l'omologazione dei record, unicamente il cronometraggio elettronico al centesimo di secondo.
La staffetta statunitense, vincitrice dei Giochi olimpici di Monaco di Baviera 1972 col tempo di 38"19, è stata riconosciuta come prima detentrice del record mondiale con cronometraggio elettronico. Ad oggi, la World Athletics ha ratificato ufficialmente 36 record mondiali di specialità.

## Progressione
| Tempo                      | Squadra             | Atleti                                                                | Luogo                      | Data              | Note                                      |
| -------------------------- | ------------------- | --------------------------------------------------------------------- | -------------------------- | ----------------- | ----------------------------------------- |
| 42"3 m                     | Germania            | Otto Röhr Max Herrmann Erwin Kern Richard Rau                         | Stoccolma, Svezia          | 8 luglio 1912     | 3ª semifinale                             |
| 42"2 m                     | Stati Uniti         | Charley Paddock Jackson Scholz Loren Murchison Morris Kirksey         | Anversa, Belgio            | 22 agosto 1920    | Finale olimpica                           |
| 42"0 m                     | Gran Bretagna       | Harold Abrahams Walter Rangeley Lance Royle Wilfred Nichol            | Colombes, Francia          | 12 luglio 1924    |                                           |
| 42"0 m                     | Paesi Bassi         | Jaap Boot Harry Broos Jan de Vries Rinus van den Berge                | Colombes, Francia          | 12 luglio 1924    |                                           |
| 41"0 m                     | Stati Uniti         | Frank Hussey Louis Clarke Loren Murchison Al LeConey                  | Colombes, Francia          | 13 luglio 1924    | Semifinale olimpica, uguagliato in finale |
| 41"0 m                     | Newark AC           | Chester Bowman John Currie James Pappas Henry Cummings                | Lincoln, Stati Uniti       | 2 luglio 1927     | y                                         |
| 41"0 m                     | Eintracht Frankfurt | Ernst Geerling Friedrich Wichmann Adolf Metzner Hans Salz             | Halle, Germania            | 10 giugno 1928    |                                           |
| 41"0 m                     | Stati Uniti         | Frank Wykoff James Quinn Charles Borah Henry Russell                  | Amsterdam, Paesi Bassi     | 5 agosto 1928     |                                           |
| 40"8 m                     | Germania            | Arthur Jonath Richard Corts Hubert Houben Helmut Körnig               | Berlino, Germania          | 2 settembre 1928  |                                           |
| 40"8 m                     | SC Charlottenburg   | Helmut Körnig Wilhelm Grosser Heinz-Alexander Nathan Hermann Schlöske | Breslavia, Germania        | 22 luglio 1929    |                                           |
| 40"8 m                     | USC Trojans         | Roy Delby Milton Maurer Maurice Guyer Frank Wykoff                    | Fresno, Stati Uniti        | 9 maggio 1931     | y                                         |
| 40"6 m                     | Germania            | Helmut Körnig Georg Lammers Erich Borchmeyer Arthur Jonath            | Kassel, Germania           | 14 giugno 1932    |                                           |
| 40"0 m                     | Stati Uniti         | Robert Kiesel Emmett Toppino Hector Dyer Frank Wykoff                 | Los Angeles, Stati Uniti   | 7 agosto 1932     | [ 3 ]                                     |
| 39"8 m                     | Stati Uniti         | Jesse Owens Ralph Metcalfe Foy Draper Frank Wykoff                    | Berlino, Germania          | 9 agosto 1936     |                                           |
| 39"5 m                     | Stati Uniti         | Ira Murchison Leamon King Thane Baker Bobby Joe Morrow                | Melbourne, Australia       | 1º dicembre 1956  | [ 4 ]                                     |
| 39"5 m                     | Germania Ovest      | Manfred Steinbach Martin Lauer Heinz Fütterer Manfred Germar          | Colonia, Germania Ovest    | 29 agosto 1958    |                                           |
| 39"5 m                     | Germania            | Bernd Cullmann Armin Hary Walter Mahlendorf Martin Lauer              | Roma, Italia               | 7 settembre 1960  | [ 5 ]                                     |
| 39"5 m                     | Germania            | Bernd Cullmann Armin Hary Walter Mahlendorf Martin Lauer              | Roma, Italia               | 8 settembre 1960  | [ 6 ]                                     |
| 39"1 m                     | Stati Uniti         | Hayes Jones Frank Budd Charles Frazier Paul Drayton                   | Mosca, Unione Sovietica    | 15 luglio 1961    |                                           |
| 39"0 m                     | Stati Uniti         | Paul Drayton Gerald Ashworth Richard Stebbins Bob Hayes               | Tokyo, Giappone            | 21 ottobre 1964   | [ 7 ]                                     |
| 38"6 m                     | USC Trojans         | Earl McCullouch Fred Kuller O. J. Simpson Lennox Miller               | Provo, Stati Uniti         | 15 giugno 1967    | y                                         |
| 38"6 m                     | Giamaica            | Errol Stewart Mike Fray Clifton Forbes Lennox Miller                  | Città del Messico, Messico | 19 ottobre 1968   | [ 8 ]                                     |
| 38"3 m                     | Giamaica            | Errol Stewart Mike Fray Clifton Forbes Lennox Miller                  | Città del Messico, Messico | 19 ottobre 1968   | [ 9 ]                                     |
| 38"2 m                     | Stati Uniti         | Charles Greene Melvin Pender Ronnie Ray Smith Jim Hines               | Città del Messico, Messico | 20 ottobre 1968   | [ 10 ]                                    |
| 38"2 m                     | Stati Uniti         | Larry Black Robert Taylor Gerald Tinker Eddie Hart                    | Monaco, Germania Ovest     | 10 settembre 1972 |                                           |
| Cronometraggio elettronico |                     |                                                                       |                            |                   |                                           |
| 38"19                      | Stati Uniti         | Larry Black Robert Taylor Gerald Tinker Eddie Hart                    | Monaco, Germania Ovest     | 10 settembre 1972 |                                           |
| 38"03                      | Stati Uniti         | Bill Collins Steve Riddick Cliff Wiley Steve Williams                 | Düsseldorf, Germania Ovest | 3 settembre 1977  |                                           |
| 37"86                      | Stati Uniti         | Emmit King Willie Gault Calvin Smith Carl Lewis                       | Helsinki, Finlandia        | 10 agosto 1983    |                                           |
| 37"83                      | Stati Uniti         | Sam Graddy Ron Brown Calvin Smith Carl Lewis                          | Los Angeles, Stati Uniti   | 11 agosto 1984    |                                           |
| 37"79                      | Francia             | Max Morinière Daniel Sangouma Jean-Charles Trouabal Bruno Marie-Rose  | Spalato, Jugoslavia        | 1º settembre 1990 |                                           |
| 37"79                      | Santa Monica TC     | Michael Marsh Leroy Burrell Floyd Heard Carl Lewis                    | Monaco                     | 3 agosto 1991     |                                           |
| 37"67                      | Stati Uniti         | Michael Marsh Leroy Burrell Dennis Mitchell Carl Lewis                | Zurigo, Svizzera           | 7 agosto 1991     |                                           |
| 37"50                      | Stati Uniti         | Andre Cason Leroy Burrell Dennis Mitchell Carl Lewis                  | Tokyo, Giappone            | 1º settembre 1991 |                                           |
| 37"40                      | Stati Uniti         | Michael Marsh Leroy Burrell Dennis Mitchell Carl Lewis                | Barcellona, Spagna         | 8 agosto 1992     |                                           |
| 37"40                      | Stati Uniti         | Jon Drummond Andre Cason Dennis Mitchell Leroy Burrell                | Stoccarda, Germania        | 21 agosto 1993    |                                           |
| 37"10                      | Giamaica            | Nesta Carter Michael Frater Usain Bolt Asafa Powell                   | Pechino, Cina              | 22 agosto 2008    | [ 11 ]                                    |
| 37"04                      | Giamaica            | Nesta Carter Michael Frater Yohan Blake Usain Bolt                    | Taegu, Corea del Sud       | 4 settembre 2011  |                                           |
| 36"84                      | Giamaica            | Nesta Carter Michael Frater Yohan Blake Usain Bolt                    | Londra, Regno Unito        | 11 agosto 2012    |                                           |